# Nick Sucharski
Nick Sucharski (ur. 15 listopada 1987 w Toronto) – kanadyjski hokeista pochodzenia polskiego.

## Biografia i kariera
- Wexford Raiders (2003-2005)
- Michigan State Spartans (2005-2010)
- Rio Grande Valley Killer Bees (2010-2011)
- ComArch Cracovia (2011-2012)
- HC GKS Katowice (2012-2013)

Od 2011 występował w Polskiej Lidze Hokejowej i jest w niej jednym z nieliczym hokeistów, którzy byli draftowani do NHL (w 2006 wybrał go amerykański klub Columbus Blue Jackets - Sucharski występował wówczas w drużynie uniwersyteckiej Michigan State Spartans w ramach Michigan State University).
Jego rodzina pochodzi z Tarnowa. Od 2011 starał się o przyznanie polskiego obywatelstwa (wtedy był traktowany w PLH jako gracz krajowy według przepisów zaliczany do limitu graczy wnioskujących o przyznanie polskiego obywatelstwa). Na przełomie czerwca i lipca 2012 otrzymał polski dowód osobisty i dzięki temu, od sezonu 2012/2013 może występować w lidze jako pełnoprawny Polak.
Po zakończeniu sezonu 2011/2012 zamierzał zrezygnować z gry w hokeja i wstąpić do służby w policji. Ostatecznie 22 czerwca 2012 podpisał kontrakt z ówczesnym beniaminkiem PLH, HC GKS Katowice i w jego barwach rozegrał sezon 2012/2013. Następnie przerwał karierę i podjął pracę w prywatnym przedsiębiorstwie w Markham.

## Sukcesy
Klubowe
- Mistrzostwo NCAA: 2007 z Michigan State Spartans
- Srebrny medal mistrzostw Polski: 2012 z Cracovią

Indywidualne
- Polska Liga Hokejowa (2012/2013):
  - Drugie miejsce w klasyfikacji zwycięskich goli w sezonie zasadniczym: 6 goli